# Finn Zetterholm
Finn Zetterholm, född 4 augusti 1945 i Sigtuna, är en svensk trubadur och författare. Han är son till Tore Zetterholm och Gertrud Zetterholm samt systerson till Hans Villius.
Som trubadur har Zetterholm bland annat arbetat och turnerat med Bengt Sändh, Marie Selander och Grynet Molvig.  Tillsammans med Sändh medverkade han även i Lars Molins TV-klassiker Badjävlar (1971).
Som författare har han skrivit en rad barnböcker.
På Världens Minnsta LP (1973) lanserade Finn Zetterholm och Bengt Sändh visetter, som är mycket små visor, högst 14 sekunder långa.
I oktober 2015 pratade han om den svenska visvågen med Kalle Lind i dennes poddradioprogram Snedtänkt.

## Diskografi
- 1964 – Visor i trotzåldern (med Bengt Sändh och Staffan Atterhall)
- 1967 – Visor ur wrångstrupen (med Bengt Sändh och Staffan Atterhall)
- 1969 – Joe Hill på svenska
- 1969 – Hemtjörda visor (med Bengt Sändh)
- 1969 – OBS! Täxten (med Bengt Sändh)
- 1970 – Lillfar och Lillmor (med Marie Selander)
- 1972 – Första maj (med Pierre Ström)
- 1973 – Världens Minnsta LP (med Bengt Sändh)
- 1974 – Älskog (med Grynet Molvig)
- 1977 – Folklår, våra allra fulaste visor (med Bengt Sändh)
- 1977 – Längtans blåa elefant (med Kabaretorkestern)
- 1979 – Raj-tan taj-tan  (Finn Zetterholm och andra barn sjunger)
- 1981 – Rune Andersson & Finn Zetterholm sjunger om berusning : sånger om droger
- 1982 – Sånger smakar på särskilda sätt
- 1984 – Benny trivs (med Rune Andersson)
- 1985 – Jubileumsblandning (med Bengt Sändh)
- 1993 – Virvelvisor
- 1995 – Flashback (med Bengt Sändh)
- 1996 – Snus, Mus och Brännvin (med Bengt Sändh)
- 1998 – Teckentydaren
- 2016 – Månens alfabet

## Böcker
- 1966 – Visor i trotzåldern [Musiktryck] / Finn Zetterholm, Bengt Sändh, Staffan Atterhall. Stockholm: Sonet
- 1971 – Svensk folkpoesi [Musiktryck] / Finn Zetterholm, Bengt af Klintberg. Stockholm: FIB:s lyrikklubb
- 1972 – Obs. Täxten [Musiktryck] / Finn Zetterholm, Bengt Sändh. Stockholm
- 1981 – Kanonsånger [Musiktryck]. Stockholm: Författarförlaget

### Barn- och ungdomsböcker
- 1985 – Antons årsbok, Natur & Kultur
- 1990 – Rock-Sussie, Bonniers
- 1991 – De tre musketöserna, Rabén & Sjögren
- 1993 – De tre musketöserna slår till, Rabén & Sjögren
- 1993 – Boken om Bellman, barnbok, Rabén & Sjögren
- 1993 – Virvelvisor [Musiktryck]. Stockholm: Bonniers Juniorförlag
- 1995 – Här i staden, Natur & Kultur
- 2000 – Klara hela dagen, Eriksson & Lindgren
- 2001 – Lejon under sängen, Eriksson & Lindgren
- 2002 – Katja, Katja, Eriksson & Lindgren
- 2004 – Lejon på taket, Eriksson & Lindgren
- 2004 – Lydias hemlighet, Eriksson & Lindgren
- 2006 – Lejon på stan, Eriksson & Lindgren
- 2010 – Lydia och tigerns gåta, Opal
- 2012 – Lydia och sömngångaren, Opal
- 2015 -  Molto vill dansa

### Antologier
- 1971 – Svensk folkpoesi / i urval av Bengt af Klintberg och Finn Zetterholm. Stockholm: FIB:s lyrikklubb
- 1975 – Svenska folkvisor [Musiktryck] : 94 visor med noter och gitarrackord / samlade av Ragnvald Hedemann och Finn Zetterholm. Stockholm : Prisma
- 1986 – Roliga barnvisor / samlade av Finn Zetterholm ; teckningar: Fibben Hald. Johanneshov: Hammarström & Åberg
- 1993 – Roliga lekar [Musiktryck] : lekar av alla slag, med och utan musik, för små & större barn / samlade av Finn Zetterholm ; teckningar: Fibben Hald. Stockholm: Tiden

## Priser och utmärkelser
- 1996 – SKAP:s stipendiefond till Evert Taubes minne
- 1997 – Fred Åkerström-stipendiet
- 2004 – Nils Ferlin-Sällskapets trubadurpris
- 2009 – Olrog-stipendiet